# Émeutes du 11 novembre 2017 à Bruxelles
Les émeutes du 11 novembre 2017 sont des violences urbaines qui ont éclaté à Bruxelles à la suite de la qualification du Maroc à la Coupe du monde 2018. Une partie du centre-ville de Bruxelles a été saccagée, de nombreux magasins ont été pillés et de nombreux véhicules ont été incendiés à la suite d'une fête qui a viré à l'affrontement face aux policiers à partir de place de la Bourse.

## Origine

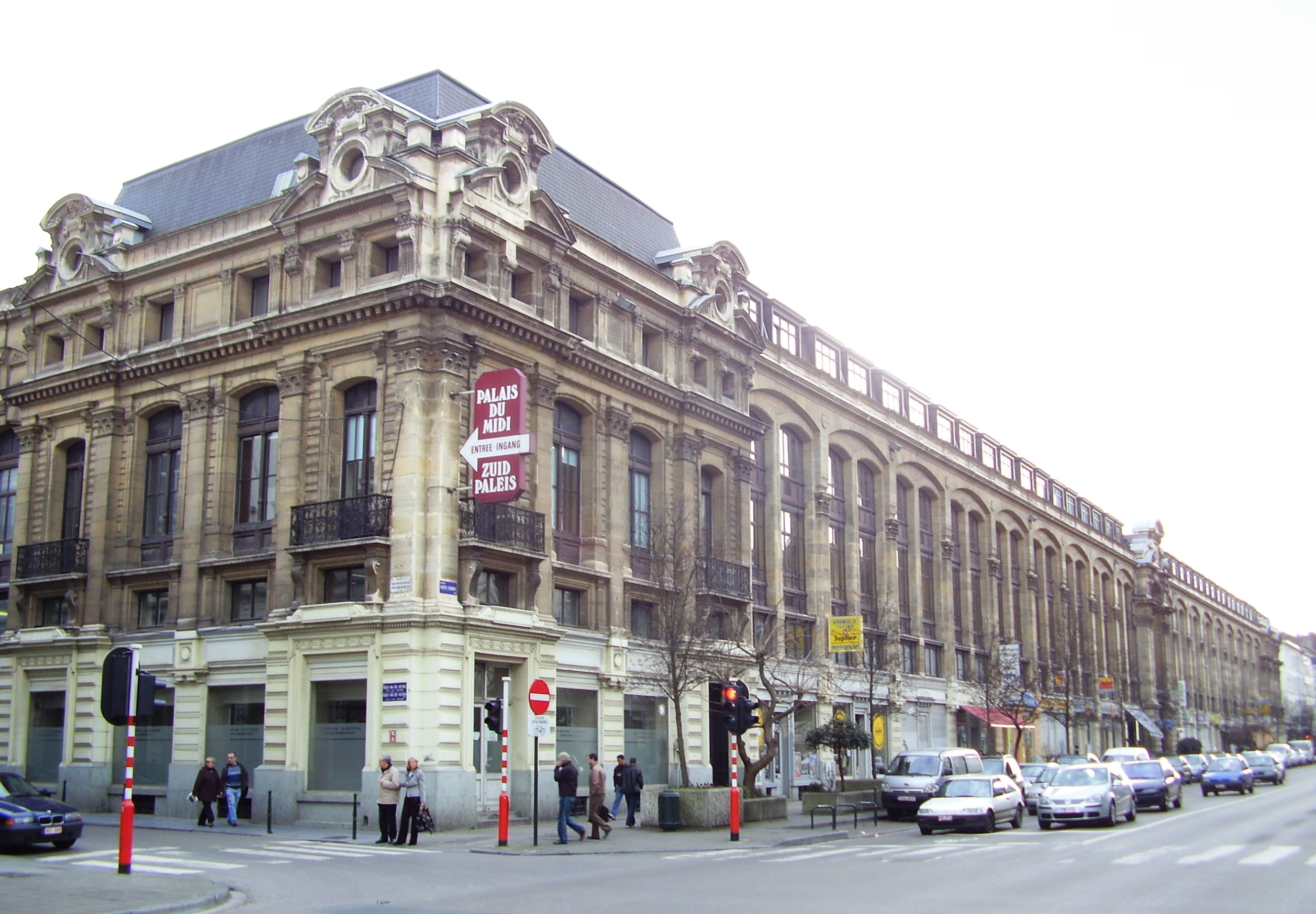
Boulevard Lemonnier.

Le 11 novembre 2017, des milliers de supporters marocains de toutes les communes de Bruxelles se sont rassemblés dans le quartier de Stalingrad et de Lemonnier pour assister dans les cafés de la rue au match de football décisif pour la Coupe du monde 2018, qui opposait la Côte d'Ivoire au Maroc. Dès la victoire du Maroc, des milliers de supporters se sont dirigés vers la place de la Bourse pour célébrer la victoire de l'équipe de football du Maroc. 
Une dizaine de supporters mécontents de voir des policiers à proximité, les attaquent avec des jets de pierre et de pétards, avant que le canon à eau de la police intervienne en pleine foule sur la place de la Bourse. À la suite de cela, des centaines d'émeutiers se forment et saccagent entièrement le boulevard en mettant le feu à plusieurs véhicules et en pillant une dizaine de magasins. Deux hélicoptères étaient présents pour observer de haut l'incident en cours. Vers 23 h 10, une importante foule de personnes se rajoute dans le quartier où l'incident avait lieu pour prendre part à l'émeute. La police de la zone de Bruxelles fait alors appel à la zone d'Anvers pour un renfort de policiers affectés à la gestion négociée de l'espace public.

## Dégâts et conséquences
Un match amical de football qui devait avoir lieu entre le Maroc et la Belgique en mars 2018 a été décliné par la fédération belge de football par risque d'une émeute similaire à celle du 11 novembre 2017.

## Enquête

### Identifications
Le soir-même des émeutes, une seule personne a été arrêtée avant d'être relâchée. Plus de six suspects finiront par être arrêté par la police quelques jours plus tard grâce aux images des vidéos qui ont circulé sur les réseaux sociaux et les caméras de surveillance.
Le rappeur bruxellois Benlabel est l'un des premiers suspects, accusé d'avoir déclenché l'émeute à cause de sa publication quelques heures avant sur Facebook : « On va tout cramer à Lemonnier ». En janvier 2018, le parquet de Bruxelles requiert une peine de deux ans devant le tribunal correctionnel de Bruxelles, à l'encontre du rappeur bruxellois.

## Réactions politiques et médiatiques
- Le ministre de l'intérieur Jan Jambon a condamné les émeutes en publiant sur son réseau social Twitter : « Une agression inacceptable. Le vivre-ensemble implique le respect, aussi pour les policiers qui s’engagent pour notre sécurité jour et nuit. »[11]

- Le secrétaire d'État à l'Asile et aux Migrations Theo Francken annonce la création d’une « Fast Team » chargée d’accompagner la police lors d’incidents tels que ceux vécus le 11 novembre 2017 à Bruxelles afin de contrôler les étrangers lors des grands incidents[12].

- Le bourgmestre d'Anvers Bart De Wever dit « avoir averti » un risque d'émeute dans le centre de Bruxelles pour le match de football[13].

- L'international marocain Karim El Ahmadi cite « en Belgique et aux Pays-Bas ça s'est mal passé oui... Mais cela reste qu'une minorité. En 2007 ça avait également lieu en plein match à Tilbourg lors de la rencontre entre le Maroc espoirs et les Pays-Bas espoirs. Un supporter doit savoir se comporter »[14].
- L'international marocain Sofyan Amrabat cite « Je trouve cela vraiment dommage ce qu'il s'est passé en Belgique. Mais ce n'est qu'une minorité. »[15].

## Musique
- Benlabel - Droit de réponse